# Paloma nera uživo
Paloma nera uživo è il primo album live della cantante croata Severina Vučković.
L'album è stato inciso durante il tour Dalmatinka nell'autunno del 1993 al Palasport di Zagabria.
Il tour Dalmatinka è iniziato nel 1993 e si è concluso l'anno seguente. Tuttavia l'album dal vivo è stato pubblicato nel 1999; infatti in quell'anno scadeva il contratto con la casa discografica Tutico. Severina quell'anno però non faceva più parte della Tutico e quindi ha querelato Zrinko Tutić per la pubblicazione di materiale da lei non consentito. L'album comunque non è mai stato ritirato dal mercato.
Sull'album si possono trovare i più grandi successi di Severina dal 1992 al 1993, ovvero i successi degli album Severina e Dalmatinka. Ospiti al concerto sono Matteo Cetinski, Klapa Nostalgija e il gruppo Škorpioni, la band di Severina.

## Tracce
1. Paloma nera (a cappella)
2. Paloma nera
3. Ljubi me noćas
4. Kad si sam
5. Ti si moj
6. Maria Christina (duetto con Matteo Cetinski)
7. Mornarica mlada
8. Čovjek kojeg volim
9. Dalmatinka (duetto con Klapa Nostalgija)
10. Adio ljube
11. Tvoja prva djevojka
12. Severina mix